# Frank Rost
Frank Peter Rost (Karl-Marx-Stadt, 1973. június 30.) német labdarúgó, jelenleg  a New York Red Bulls kapusa. német válogatott. Sportos családból származik, Apja Peter Rost és anyja Christina Rost egykori német kézilabdázók voltak. 1999 óta nős és van egy lánya, aki 2005-ben született.

## Pályafutása

### Klubcsapatok

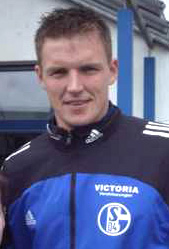
Rost a Schalke 04 színeiben

Frank először csatárként kezdett, majd 13 évesen beállt a kapuba. Fiatal korában a Lok. W. Leipzig, Chemie Böhlen és Lokomotive Leipzig csapataiban fordult meg.
Profi pályafutását a német alsóbb osztályban szereplő 1. FC Markkleeberg csapatában kezdte 1991-ben. 1992-ben a Werder Bremen csapatába igazolt, ahol Oliver Reck cseréje lett, egészen 1998-ig, amikor is Reck a Schalke 04 csapatába igazolt. A Bremen II-ben közel 100 bajnokin szerepelt, míg a felnőttek közt 147 bajnoki mérkőzésen állt a kapuba. Az 1992-93-as szezonban bajnoki címet ünnepelt a klubjával, majd 1994-ben és 1999-ben a Német kupában is felért a csúcsra. A 2001-2002-es szezonban a FC Hansa Rostock ellen megszerezte első profi gólját.
2002-ben a Schalke 04 csapatába igazolt. 2005-ben a német kupa döntőjében a Bayern München ellen maradtak alul, 2-1-re kaptak ki. 2005-ben a Német ligakupát megnyerték. A 2005–2006-os UEFA-kupa elődöntőjében a spanyol Sevilla ellen maradtak alul. A 2006-2007-es szezonban Mirko Slomka száműzte a kispadra és a 20 éves Manuel Neuer-t állította a kapuba.
2007. január 5-én Rost a Hamburger SV csapatába igazolt a több játéklehetőség tudatában. Részese volt a 2007-es Intertotó-kupa győzelemnek. 2008. október 10-én meghosszabbították a szerződését egészen 2010. június 30-ig. A 2008–2009-es UEFA-kupában az elődöntőig meneteltek, ahol az egykori klubja a Werder Bremen jelentette a megállást a kupában. Egy évvel később az első Európa-liga szezonban ismét az elődöntőig jutottak. 2010. január 11-én további egy évvel meghosszabbították a szerződését, azaz 2011. június 30-ig. A szerződés lejárta előtt a HSV jelezte hogy nem kívánják meghosszabbítani a szerződését, Rost is egyet értett ezzel.
2011. július 13-án aláírt a New York Red Bulls csapatához. július 17-én debütált a  CD Chivas USA ellen az 5. fordulóban.

### Válogatott
2002. március 27-én debütált a Német válogatott színeiben az Egyesült-Államok elleni győztes mérkőzésen (4-2) Rostockban. Legutóbb pedig 2003. június 11-én a Feröer-szigetek ellen lépett pályára a válogatottban.

## Statisztikája
| Teljesítmény klubjában | Teljesítmény klubjában | Teljesítmény klubjában | Bajnokság | Bajnokság | Kupa                   | Kupa                   | Nemzetközi | Nemzetközi | Összesen | Összesen |
| Szezon                 | Klub                   | Bajnokság              | Mérk.     | Gól       | Mérk.                  | Gól                    | Mérk.      | Gól        | Mérk.    | Gól      |
| Németország            | Németország            | Németország            | Bajnokság | Bajnokság | DFB-Pokal              | DFB-Pokal              | Európa     | Európa     | Összesen | Összesen |
| ---------------------- | ---------------------- | ---------------------- | --------- | --------- | ---------------------- | ---------------------- | ---------- | ---------- | -------- | -------- |
| 1995–96                | Werder Bremen          | Bundesliga             | 15        | 0         | 0                      | 0                      | 4          | 0          | 19       | 0        |
| 1996–97                | Werder Bremen          | Bundesliga             | 0         | 0         | 0                      | 0                      | 0          | 0          | 0        | 0        |
| 1997–98                | Werder Bremen          | Bundesliga             | 2         | 0         | 0                      | 0                      | 0          | 0          | 2        | 0        |
| 1998–99                | Werder Bremen          | Bundesliga             | 28        | 0         | 3                      | 0                      | 11         | 0          | 42       | 0        |
| 1999–00                | Werder Bremen          | Bundesliga             | 34        | 0         | 4                      | 0                      | 9          | 0          | 47       | 0        |
| 2000–01                | Werder Bremen          | Bundesliga             | 34        | 0         | 0                      | 0                      | 0          | 0          | 34       | 0        |
| 2001–02                | Werder Bremen          | Bundesliga             | 34        | 1         | 2                      | 0                      | 2          | 0          | 38       | 1        |
| 2002–03                | Schalke 04             | Bundesliga             | 33        | 0         | 3                      | 0                      | 6          | 0          | 42       | 0        |
| 2003–04                | Schalke 04             | Bundesliga             | 27        | 0         | 2                      | 0                      | 10         | 0          | 39       | 0        |
| 2004–05                | Schalke 04             | Bundesliga             | 31        | 0         | 5                      | 0                      | 14         | 0          | 50       | 0        |
| 2005–06                | Schalke 04             | Bundesliga             | 32        | 0         | 2                      | 0                      | 14         | 0          | 48       | 0        |
| 2006–07                | Schalke 04             | Bundesliga             | 7         | 0         | 2                      | 0                      | 2          | 0          | 11       | 0        |
| 2006–07                | Hamburger SV           | Bundesliga             | 17        | 0         | 0                      | 0                      | 0          | 0          | 17       | 0        |
| 2007–08                | Hamburger SV           | Bundesliga             | 34        | 0         | 4                      | 0                      | 10         | 0          | 48       | 0        |
| 2008–09                | Hamburger SV           | Bundesliga             | 34        | 0         | 5                      | 0                      | 14         | 0          | 53       | 0        |
| 2009–10                | Hamburger SV           | Bundesliga             | 34        | 0         | 2                      | 0                      | 13         | 0          | 49       | 0        |
| 2010–11                | Hamburger SV           | Bundesliga             | 30        | 0         | 1                      | 0                      | 0          | 0          | 31       | 0        |
| USA                    | USA                    | USA                    | Bajnokság | Bajnokság | Amerikai labdarúgókupa | Amerikai labdarúgókupa | Ligakupa   | Ligakupa   | Összesen | Összesen |
| 2011                   | New York Red Bulls     | Major League Soccer    | 11        | 0         | 0                      | 0                      | 3          | 0          | 14       | 0        |
| Összesen               | USA                    | USA                    | 11        | 0         | 0                      | 0                      | 3          | 0          | 14       | 0        |
| Összesen               | Németország            | Németország            | 426       | 1         | 35                     | 0                      | 109        | 0          | 570      | 1        |
| Összesen               | Ország                 | Ország                 | 437       | 1         | 35                     | 0                      | 112        | 0          | 584      | 1        |

## Sikerei, díjai
- Bundesliga ezüstérmes: 1994–95, 2004–05
- DFB-Pokal győztes: 1993–94, 1998–99
- DFB-Pokal döntős: 1999–2000, 2004–05
- DFB-Ligapokal győztes: 2005
- DFB-Ligapokal döntős: 1999, 2002
- Emirates Cup winner: 2008, 2011